# The Search
Pour le film  The Search de 1948, voir Les Anges marqués.
Pour plus de détails, voir Fiche technique et Distribution.
The Search ou La Quête au Québec est un drame de guerre français écrit et réalisé par Michel Hazanavicius et sorti en 2014. Il s'agit d'un remake du film helvéto-américain Les Anges marqués de Fred Zinnemann sorti en 1948. Alors que le film de Fred Zinnemann se déroulait dans l'Allemagne vaincue après la Seconde Guerre mondiale, le remake se déroule en 1999 durant la seconde guerre de Tchétchénie.
Le film est un échec public et commercial.

## Synopsis
Quatre personnes — un soldat russe, un orphelin tchétchène, sa grande sœur à sa recherche et une militante des droits de l'homme —, sont concernées par la seconde guerre de Tchétchénie en 1999. Elles vont être amenées à se croiser.

## Fiche technique
Sauf indication contraire, les informations mentionnées dans cette section peuvent être confirmées par la base de données cinématographiques Unifrance,  présente dans la section « Liens externes ».
- Titre original : The Search
- Titre québécois : La Quête
- Réalisation : Michel Hazanavicius
- Scénario : Michel Hazanavicius, d'après le scénario du film Les Anges marqués écrit par Paul Jarrico, Richard Schweizer et David Wechsler
- Musique : Sélim Azzazi
- Direction artistique : Émile Ghigo
- Costumes : Loïc Barnier
- Décors : Emile Ghigo
- Montage : Anne-Sophie Bion et Michel Hazanavicius
- Photographie : Guillaume Schiffman
- Producteurs : Thomas Langmann, Emmanuel Montamat, Daniel Delume
- Société de production : La Petite Reine, La Classe Américaine, Wild Bunch, France 3 Cinéma, Orange Studio et Canal+
- Société de distribution : Warner Bros. (France), Wild Bunch
- Pays de production :  France
- Langues originales : français, anglais, russe et tchétchène
- Budget : 25 000 000 $
- Format :  couleur (Technicolor) – 1,85:1 – Son Dolby 5.1 – 35 mm
- Durée : 129 minutes
- Genre : drame, guerre et choral
- Dates de sortie[1] :
  - France : 21 mai 2014 (Présentation au Festival de Cannes 2014) ; 26 novembre 2014 (sortie nationale)
- Mention : 
  - France : interdit aux moins de 12 ans

## Distribution
- Bérénice Bejo : Carole

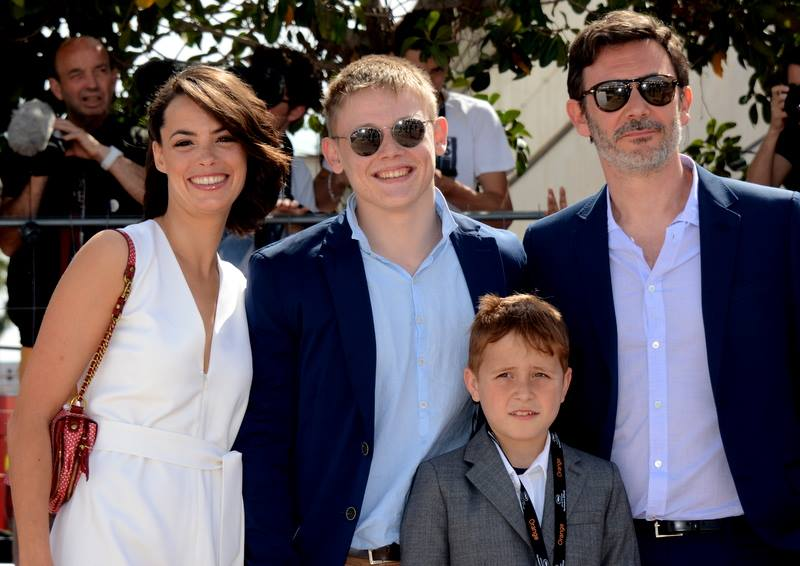
Bérénice Bejo, Maksim Emelyanov, Abdul Khalim Mamutsiev et Michel Hazanavicius lors du festival de Cannes 2014.

- Abdul Khalim Mamutsiev : Hadji, 9 ans
- Maksim Emelyanov : Kolia, la jeune recrue
- Annette Bening : Helen
- Zukhra Duishvili : Raïssa, la sœur aînée d'Hadji
- Anton Dolgov : le soldat « poches »
- Lela Bagakashvili : Elina, la traductrice
- Youri Tsourilo : le colonel
- Mamuka Matchitidze : le père
- Rusudan Pareulidze : la mère
- Nino Kobakhidze
- Nika Kipshidze

## Production

### Développement
Après le succès mondial de The Artist (2011), Michel Hazanavicius s'éloigne des plateaux, excepté pour un sketch de Les Infidèles (2012). En janvier 2012, il est annoncé qu'il développe un remake des Anges marqués de Fred Zinnemann (1948), dans lequel un soldat américain aidait un jeune tchèque survivant d'Auschwitz à retrouver sa mère dans le Berlin de l'après-guerre. Dans la version de Michel Hazanavicius, le conflit est la seconde guerre de Tchétchénie et le personnage du soldat est remplacé par une employée d'ONG,.

### Attribution des rôles
Bérénice Bejo tient le rôle principal de l'employée d'une ONG. Elle apparaît pour la 3e fois dans un film de son compagnon Michel Hazanavicius, après OSS 117 : Le Caire, nid d'espions et The Artist.
En novembre 2013, Annette Bening rejoint la distribution du film.

### Tournage
Le tournage débute en octobre 2013 en Géorgie. Il a lieu notamment dans les montagnes du Caucase et à Tbilissi.

## Accueil

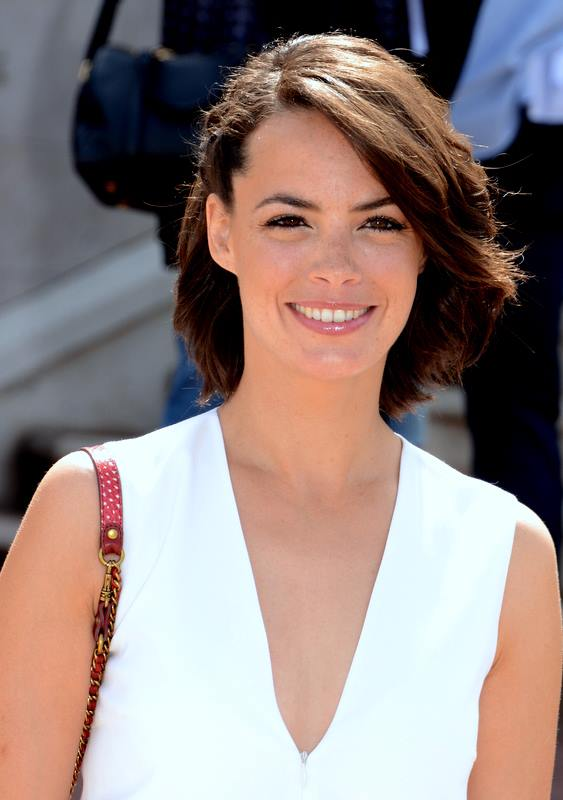
Bérénice Bejo au festival de Cannes 2014.

### Critique
Continuant sur la lancée des autres films de Michel Hazanavicius qui furent très bien accueillis, The Search est apprécié durant sa présentation au festival de Cannes 2014. Néanmoins, de l'avis général, les réactions sont mitigées.
Le film reçoit des retours nuancés, car s'il cherche à présenter la guerre « sous le prisme de l'humain », comme le dit lui-même Hazanavicius, il souffre quelque peu de longueurs et d'un parti pris de rester sobre dans les émotions (pathos limité). Certaines critiques de la presse sont très négatives : traité de film « pouvant être réalisé par BHL », selon les Cahiers du Cinéma. Idem pour Paris Match, évoquant beaucoup de clichés. En même temps, le film est vivement salué par les reporters de guerre Anne Nivat et Manon Loizeau qui avaient couvert le conflit russo-tchétchène.
Après une présentation à Cannes moyenne, le film sera raccourci de 20 minutes afin de toucher le plus grand nombre (et de limiter les longueurs tant décriées) lors de sa sortie en salles le 26 novembre 2014.

### Box-office
Projeté dans 251 salles françaises, le film ne totalise que 68 400 entrées en 2014. Selon Le Figaro, il figure en quinzième position dans la liste des vingt films français et étrangers les plus « boudés par le public » en 2014.

## Distinctions

### Récompenses
- Festival de Cannes 2014 :
  - Prix Vulcain de l'artiste technicien : mention spéciale pour Emile Ghigo
- Festival du film de Sarlat 2014 :
  - Prix des lycéens
  - Prix du jury jeune
  - Prix d'interprétation féminine pour Bérénice Bejo

### Sélections
- Festival de Cannes 2014 : sélection officielle
- Festival international du film de Toronto 2014 : sélection « Special Presentations »
- Festival international du film de Palm Springs 2015

## Détournements
En 2015, une séquence de fiction extraite du film a été détournée, la présentant comme une vraie vidéo de massacre prise par un soldat russe lors de la guerre de Tchétchénie de 1999. En 2022, la même séquence fictive a été présentée par des internautes, cette fois-ci comme un exemple de massacre commis par des soldats ukrainiens pendant la guerre de Tchétchénie (alors même - paradoxalement - que l'armée ukrainienne n'a jamais combattu en Tchétchénie).